# 意拳
意拳又名“大成拳”，为中国武術家王芗斋所创，源自形意拳。是中国传统拳术之一，属于内家拳。
包括：站桩、试力、步法、发力、试声、推手、单操手、断手、健舞。
是清末民初河北深县（现深州）魏家林村人王芗斋先生在形意拳基础上吸取众家之长创立。无固定招法和拳套，强调以意念引导动作，故名大成拳（意拳）。

## 命名由來
王薌齋早年學習形意拳，1926年自南方返回北京後，開始以意拳為名，一改傳統訓練法，教授門徒，但此時仍未有許多徒弟。1928年至上海授拳時，創立意拳社，門徒漸多。1940年，王薌齋在北京，著《大成拳論》（又名《拳道中枢》），该拳曾经被荐名大成拳，后又确名“意拳”。

## 拳理
意拳注重站桩及意志锻炼，完全撇弃套路模式，通过意识的锻炼培养，由静到动，由小动到大动，由慢动到速动，逐步而扎实地提升技击实力和身体的快速反应能力，揭示了中国武术精髓的部分，获得众多中国武术爱好者的好评。目前意拳已经在中国、日本、欧洲、美国、东南亚等国家和地区广泛传播。

## 功法
- 意拳站桩
- 意拳试力
- 意拳摩擦步
- 意拳推手
- 意拳发力
- 意拳拳法
- 意拳试声
- 意拳健舞
- 意拳散手
- 意拳白腊杆发力*意拳原傳長兵技是大槍術，某些傳人卻棄槍習杆，才有了白蠟杆術這一武學，姚宗勳一系的意拳便是以大杆/白蠟杆及短棍代替原傳意拳的大槍和長劍。

## 人物
創始人
- 王薌齋

傳人
- 姚宗勋
- 韩星樵
- 韩星垣
- 卜恩富
- 张长信
- 赵道新
- 尤彭熙
- 葉希聖
- 崔瑞斌
- 林肇伦
- 姚承榮
- 姚承光
- 白金甲（北京）
- 王金铭
- 李全山
- 唐金腾
- 姚文明
- 伍智恒 （页面存档备份，存于）
- 蔣玲榮
- 嚴少强

## 伍智恒師傅談「意拳」
「意拳」的特色是「意」的運用，追求「整體力」。我們會借助形象的意念，使練習者更容易掌握正確的動作。「意拳」沒複雜的動作或套路，它強調發揮人的自然功能。通過站樁、試力、摩擦步、發力等，練習整體力（渾元力）後，不論運用何種動作，勁力也自然融入其中。愈了解得多，愈發覺「意拳」的科學性，如拳架中含有分力作用、勾起對方重心時所用的槓桿原理、鼓盪爆發時所涉及的慣性力、打圈捶（類似拳擊的鈎拳）時所用的離心力、發驚彈勁時利用的重力動能及彈力動能、力量平衡與身體平衡之間的關係，以及爭力線與爭力牆的運用等，都是符合物理學的拳道要訣。「意拳」非常注重站樁及意志鍛煉，撇棄套路模式，通過意識的鍛煉，由靜到動，由小動到大動，由慢動到速動，逐步而扎實地提升技擊實力和身體快速反應力。「意拳」雖沒有傳統的武術套路，但我們有七式基本訓練方法，就是站樁、試力、摩擦步、發力、搭手、試聲和斷手。此外，意拳還有器技的練習及實作，器技主要有大槍術與長劍術(亦即雙手劍術)。
意拳的訓練方法最基礎是由站樁開始。站樁，站樁換勁，發掘潛能，弱者轉強，拙者化靈，在較短時間內，獲得整體力量。初練時約站十五分鐘，至四十分鐘為合格；試力，讓習者在慢練中體會意力合一的境界，在緩動中保持站樁時獲得的整體力量。練試力時，像拖泥帶水，發力要乾乾脆脆；摩擦步，讓我們的定步樁變成活步樁，在雙腿高速移動中，能保持力量及身體平衡，動時仍有靜時的整勁，動中求靜；發力，把試力動作通過精神激發而高速運動，便是發力，發力時要求整體爆發力不斷；搭手，又稱揉手，練習身體的本能觸覺，為實戰輔助訓練；試聲，通過發聲和增加腹壓，協助整體力的施放；斷手，又有人叫實作，是離手搏擊的意思，在實作中發揮意拳的整體戰術。

## 组织机构
- 意拳研究机构
- 意拳武术馆校